# Oberdielbach
Oberdielbach ist ein Ortsteil der Gemeinde Waldbrunn im Neckar-Odenwald-Kreis in Baden-Württemberg.

## Geographische Lage
Oberdielbach liegt im südöstlichen Teil des Odenwalds in dessen Buntsandstein-Gebiet auf dem Winterhauch, einer langgezogenen Hochfläche, die 2,6 km weiter nordnordwestlich in dem höchsten Berg des Odenwalds gipfelt, dem Katzenbuckel (626,8 m). Die Ortslage folgt dem Oberlauf des Holderbachs auf rund eineinhalb Kilometer Tallänge nach Südwesten bis zur Stadtgrenze von Eberbach, jenseits derer sich die Bebauung fortsetzt in dem Weiler Unterdielbach, einem Stadtteil der Nachbarstadt und ihrer Kerngemarkung. Der Holderbach fließt in Höhe der Eberbacher Innenstadt der Itter zu. Im Norden der Feldgemarkung liegt die Siedlung Meisental und im Süden der Weiler Oberdielbach-Post. Der Hauptteil der Waldgemarkung schließt sich südwestlich des Weilers an und reicht bis zu den Höhen über dem rechten Neckarufer in der Nähe der Burg Zwingenberg. Die Gemarkung umfasst 730 Hektar, von denen 297 Hektar bewaldet sind.
Strümpfelbrunn, der Hauptort der Gemeinde Waldbrunn, liegt rund zweieinhalb Kilometer nordöstlich der Ortsmitte von Oberdielbach. Im Norden sind das Feriendorf Waldbrunn und gleich dahinter der Ortsteil Waldkatzenbach benachbart und im Südosten der Ortsteil Schollbrunn.

## Geschichte
Das Bestehen von Dylbach lässt sich bis 1360 urkundlich zurückverfolgen als Gründung der Herren von Zwingenberg. 1746 kam der Ort mit der gesamten Herrschaft Zwingenberg an die Kurpfalz. 1902/1903 wurde die evangelische Kirche erbaut.
Der Name Oberdielbach kam seit dem 16. Jahrhundert auf zur Unterscheidung von dem angrenzend auf Eberbacher Gebiet entstandenen Weiler Unterdielbach.
Am 1. Januar 1973 bildete Oberdielbach mit vier weiteren Gemeinden die neue Gemeinde Waldbrunn.

## Verkehr
Über den Winterhauch und damit durch Oberdielbach führt die Landesstraße L 524 von Eberbach nach Mudau. In der Ortsmitte zweigt von ihr die L 634 in Richtung Schollbrunn und Neckargerach nach Süden ab.